# Claudia Hurtado Espinoza
Claudia Valentina Hurtado Espinoza (Concepción, 13 de diciembre de 1971), es una abogada y política chilena. desde 2021 a Abril de 2022, se desempeño como directora del servicio 'mejor niñez" en la región del Bío bío, gobernadora de Concepción, seremi de Desarrollo Social y Directora del Sernam 

## Biografía
Claudia Hurtado Espinoza, casada y madre de Trinidad, Consuelo e Isabel Margarita. Política, docente y abogada. Dentro de su Carrera como docente preparó estudiantes de pregrado, en la Universidad del Desarrollo, sede Concepción.
Entre su trayectoria profesional, destacó su desempeño en el estudio jurídico Rioseco y Ogalde, desarrolló diferentes tareas relacionadas con asesorías bancarias y la tramitación de varios juicios civiles. Paralelo a esto, desarrolló su carrera como docente de la Universidad del Desarrollo (UDD), donde dictó clases de Bases del Ordenamiento Jurídico a alumnos de primer año de Derecho y cooperó como profesor asistente del magíster de Derecho de la Empresa. Además, realizó asesorías para la obtención de diferentes certificaciones internacionales, en el área legal ambiental y de salud ocupacional a empresas de la región. Docente de la Facultad de Gobierno, de la Universidad del Desarrollo y Magíster en Derecho de la Empresa, de la Universidad del Desarrollo.

## Historial electoral

### Elecciones parlamentarias 2017
Participó en las elecciones parlamentarias 2017 por el distrito 20, obteniendo considerables cantidad de votos en las comunas de Concepción y San Pedro de la Paz.